# Coleophora piperata
Coleophora piperata é uma espécie de mariposa do gênero Coleophora pertencente à família Coleophoridae.